# Fabián Ruiz
Fabián Ruiz Peña (phát âm tiếng Tây Ban Nha: [faˈβjan rwiθ ˈpeɲa]; sinh ngày 3 tháng 4 năm 1996), thường được biết đến với tên gọi Fabián Ruiz hay Fabián, là một cầu thủ bóng đá chuyên nghiệp người Tây Ban Nha hiện đang thi đấu ở vị trí tiền vệ cho câu lạc bộ Ligue 1 Paris Saint-Germain và đội tuyển bóng đá quốc gia Tây Ban Nha.

## Sự nghiệp câu lạc bộ

### Real Betis

#### Những năm đầu
Sinh ra ở Los Palacios y Villafranca, Seville, Andalusia, Fabián gia nhập đội trẻ Real Betis khi mới 8 tuổi vào năm 2004, sau khi bắt đầu sự nghiệp tại EF La Unión de Los Palacios. Anh được lên đội vào tháng 7 năm 2014, và có trận ra mắt câu lạc bộ ngày 21 tháng 9, vào sân thay người ở hiệp hai trong trận thua 4–1 trước Marbella ở Segunda División B.
Fabián chơi trận đầu tiên với tư cách chuyên nghiệp vào ngày 16 tháng 12, thay cho Xavi Torres ở phút thứ 51 trong chiến thắng 1–0 trước Lugo. Anh đã có 6 lần ra sân trong mùa giải này, khi đội bóng của anh được thăng hạng La Liga.
Fabián có trận ra mắt trong đội hình chính của người Tây Ban Nha vào ngày 23 tháng 8 năm 2015, vào sân thay cho Alfred N'Diaye trong trận hòa 1-1 trên sân nhà trước Villarreal.

#### Cho mượn tại Elche
Vào ngày 23 tháng 12 năm 2016, Fabián gia hạn hợp đồng cho đến năm 2019 và ngay lập tức được Elche cho mượn ở Segunda División. Anh ghi bàn thắng chuyên nghiệp đầu tiên vào ngày 17 tháng 3 năm 2017, ghi bàn đầu tiên trong chiến thắng 3–1 trên sân khách trước Gimnàstic de Tarragona.
Fabián đã đóng góp 8 lần ra sân cho Elche và chứng kiến đội bóng xuống hạng.

#### Trở lại Real Betis
Khi trở lại, Fabián thường xuyên đá chính dưới thời tân HLV Quique Setién, anh ghi bàn thắng đầu tiên ở La Liga vào ngày 25 tháng 9 năm 2017 trong chiến thắng 4–0 trên sân nhà trước Levante UD. Ngày 31 tháng 1 sau đó, anh gia hạn hợp đồng đến năm 2023, với điều khoản phá vỡ giao kèo là 30 triệu euro.
Ngày 30 tháng 4 năm 2018, Fabián ghi bàn thắng quyết định cho Real Betis khi họ đảm bảo suất dự UEFA Europa League mùa giải 2018–19 sau chiến thắng 2-1 trên sân nhà trước Málaga.

### Napoli
Ngày 5 tháng 7 năm 2018, Fabián ký hợp đồng Napoli có thời hạn 5 năm được cho là đã trả điều khoản mua đứt 30 triệu euro cho Real Betis. Anh có trận ra mắt vào ngày 16 tháng 9 trong trận vòng bảng Champions League gặp Red Star Belgrade, chơi trọn vẹn 90 phút trong trận hòa không bàn thắng.  10 ngày sau, anh có trận ra mắt ở Serie A gặp Parma, chiến thắng với 3–0 tại Stadio San Paolo.

### Paris Saint-Germain
Ngày 30 tháng 8 năm 2022, Fabián ký hợp đồng câu lạc bộ Paris Saint-Germain ở Ligue 1 có thời hạn 5 năm. Anh đã có trận ra mắt trong vai trò dự bị và được tung vào sân ở phút thứ 62 thay cho Marco Verratti trong chiến thắng 1–0 trước Brest tại Parc des Princes ngày 10 tháng 9.

## Sự nghiệp quốc tế
Fabián được HLV Luis Enrique gọi lên đội tuyển vào ngày 15 tháng 3 năm 2019, chơi hai trận đấu ở vòng loại UEFA Euro 2020 gặp Na Uy và Malta.
Anh có trận ra mắt đầu tiên vào ngày 7 tháng 6 năm 2019 trong trận đấu ở vòng loại Euro 2020 gặp Quần đảo Faroe, vào sân thay cho Isco ở phút thứ 74.
Vào ngày 24 tháng 5 năm 2021, Fabián được đưa vào danh sách 24 cầu thủ trong đội tuyển tham dự ở UEFA Euro 2020.

## Thống kê sự nghiệp

### Câu lạc bộ
Tính đến 13 tháng 7 năm 2025
| Câu lạc bộ          | Mùa giải            | Giải đấu            | Giải đấu | Giải đấu | Cúp quốc gia | Cúp quốc gia | Châu Âu | Châu Âu | Khác | Khác | Tổng cộng | Tổng cộng |
| Câu lạc bộ          | Mùa giải            | Hạng đấu            | Trận     | Bàn      | Trận         | Bàn          | Trận    | Bàn     | Trận | Bàn  | Trận      | Bàn       |
| ------------------- | ------------------- | ------------------- | -------- | -------- | ------------ | ------------ | ------- | ------- | ---- | ---- | --------- | --------- |
| Real Betis B        | 2014–15             | Segunda División B  | 19       | 1        | —            | —            | —       | —       | —    | —    | 19        | 1         |
| Real Betis B        | 2015–16             | Segunda División B  | 4        | 2        | —            | —            | —       | —       | —    | —    | 4         | 2         |
| Real Betis B        | Tổng cộng           | Tổng cộng           | 23       | 3        | —            | —            | —       | —       | —    | —    | 23        | 3         |
| Real Betis          | 2014–15             | Segunda División    | 6        | 0        | 0            | 0            | —       | —       | —    | —    | 6         | 0         |
| Real Betis          | 2015–16             | La Liga             | 12       | 0        | 2            | 0            | —       | —       | —    | —    | 14        | 0         |
| Real Betis          | 2016–17             | La Liga             | 4        | 0        | 1            | 0            | —       | —       | —    | —    | 5         | 0         |
| Real Betis          | 2017–18             | La Liga             | 34       | 3        | 1            | 0            | —       | —       | —    | —    | 35        | 3         |
| Real Betis          | Tổng cộng           | Tổng cộng           | 56       | 3        | 4            | 0            | —       | —       | —    | —    | 60        | 3         |
| Elche (mượn)        | 2016–17             | Segunda División    | 18       | 1        | —            | —            | —       | —       | —    | —    | 18        | 1         |
| Napoli              | 2018–19             | Serie A             | 27       | 5        | 2            | 1            | 11      | 1       | —    | —    | 40        | 7         |
| Napoli              | 2019–20             | Serie A             | 33       | 3        | 5            | 1            | 8       | 0       | —    | —    | 46        | 4         |
| Napoli              | 2020–21             | Serie A             | 33       | 3        | 1            | 0            | 8       | 1       | 0    | 0    | 42        | 4         |
| Napoli              | 2021–22             | Serie A             | 32       | 7        | 1            | 0            | 5       | 0       | —    | —    | 38        | 7         |
| Napoli              | Tổng cộng           | Tổng cộng           | 125      | 18       | 9            | 2            | 32      | 2       | 0    | 0    | 166       | 22        |
| Paris Saint-Germain | 2022–23             | Ligue 1             | 27       | 3        | 3            | 0            | 7       | 0       | —    | —    | 37        | 3         |
| Paris Saint-Germain | 2023–24             | Ligue 1             | 21       | 1        | 5            | 2            | 9       | 0       | 0    | 0    | 35        | 3         |
| Paris Saint-Germain | 2024–25             | Ligue 1             | 30       | 4        | 6            | 0            | 17      | 1       | 8    | 3    | 61        | 8         |
| Paris Saint-Germain | Tổng cộng           | Tổng cộng           | 78       | 8        | 14           | 2            | 33      | 1       | 8    | 3    | 133       | 14        |
| Tổng cộng sự nghiệp | Tổng cộng sự nghiệp | Tổng cộng sự nghiệp | 300      | 33       | 27           | 4            | 65      | 3       | 8    | 3    | 400       | 43        |

1. ↑  Bao gồm Copa del Rey, Coppa Italia, Coupe de France
2. ↑  Sáu lần ra sân tại UEFA Champions League, năm lần ra sân và một bàn thắng tại UEFA Europa League
3. 1 2 3 4  Số lần ra sân tại UEFA Champions League
4. 1 2  Số lần ra sân tại UEFA Europa League
5. ↑  Một lần ra sân tại Trophée des Champions, bảy lần ra sân và ba bàn thắng tại FIFA Club World Cup

### Đội tuyển quốc gia
Tính đến 8 tháng 6 năm 2025
| Đội tuyển quốc gia | Năm       | Trận | Bàn |
| ------------------ | --------- | ---- | --- |
| Tây Ban Nha        | 2019      | 6    | 1   |
| Tây Ban Nha        | 2020      | 3    | 0   |
| Tây Ban Nha        | 2021      | 6    | 0   |
| Tây Ban Nha        | 2023      | 6    | 0   |
| Tây Ban Nha        | 2024      | 14   | 5   |
| Tây Ban Nha        | 2025      | 4    | 0   |
| Tổng cộng          | Tổng cộng | 39   | 6   |

Tính đến 8 tháng 9 năm 2024
| Số | Ngày                 | Địa điểm                                              | Đối thủ     | Bàn thắng | Kết quả | Giải đấu                    |
| -- | -------------------- | ----------------------------------------------------- | ----------- | --------- | ------- | --------------------------- |
| 1  | 18 tháng 11 năm 2019 | Sân vận động Metropolitano, Madrid, Tây Ban Nha       | România     | 1–0       | 5–0     | Vòng loại UEFA Euro 2020    |
| 2  | 8 tháng 6 năm 2024   | Sân vận động Mallorca Son Moix, Mallorca, Tây Ban Nha | Bắc Ireland | 4–1       | 5–1     | Giao hữu                    |
| 3  | 15 tháng 6 năm 2024  | Olympiastadion, Berlin, Đức                           | Croatia     | 2–0       | 3–0     | UEFA Euro 2024              |
| 4  | 30 tháng 6 năm 2024  | RheinEnergieStadion, Cologne, Đức                     | Gruzia      | 2–1       | 4–1     | UEFA Euro 2024              |
| 5  | 8 tháng 9 năm 2024   | Stade de Genève, Geneva, Thụy Sĩ                      | Thụy Sĩ     | 2–0       | 4–1     | UEFA Nations League 2024–25 |
| 6  | 8 tháng 9 năm 2024   | Stade de Genève, Geneva, Thụy Sĩ                      | Thụy Sĩ     | 3–1       | 4–1     | UEFA Nations League 2024–25 |

## Danh hiệu

### Câu lạc bộ
Real Betis
- Segunda División: 2014–15

Napoli
- Coppa Italia: 2019–20[19]

Paris Saint-Germain
- Ligue 1: 2022–23, 2023–24,[20] 2024–25[21]
- Coupe de France: 2023–24,[22] 2024–25[23]
- Trophée des Champions: 2023, 2024
- UEFA Champions League: 2024–25[24]
- UEFA Super Cup: 2025[25]
- FIFA Club World Cup á quân: 2025[26]

### Quốc tế
U-21 Tây Ban Nha
- UEFA European Under-21 Championship: 2019[27]

#### Tây Ban Nha
- UEFA European Championship: 2024[28]
- UEFA Nations League: 2022–23

Cá nhân
- Cầu thủ của giải vô địch bóng đá U-21 châu Âu: 2019
- Đội hình tiêu biểu giải vô địch bóng đá U-21 châu Âu: 2019[29]